# Internationaux Féminins de la Vienne 2011
L'Internationaux Féminins de la Vienne 2011 è stato un torneo professionistico di tennis femminile giocato sul cemento. È stata l'11ª edizione del torneo, che fa parte dell'ITF Women's Circuit nell'ambito dell'ITF Women's Circuit 2011. Si è giocato a Poitiers in Francia dal 24 al 30 ottobre 2011.

## Partecipanti

### Teste di serie
| Nazionalità   | Giocatrice         | Ranking* | Testa di serie |
| ------------- | ------------------ | -------- | -------------- |
| Rep. Ceca     | Petra Cetkovská    | 32       | 1              |
| Rep. Ceca     | Lucie Hradecká     | 51       | 2              |
| Regno Unito   | Elena Baltacha     | 58       | 3              |
| Nuova Zelanda | Marina Eraković    | 60       | 4              |
| Francia       | Pauline Parmentier | 65       | 5              |
| Svezia        | Sofia Arvidsson    | 66       | 6              |
| Romania       | Sorana Cîrstea     | 67       | 7              |
| Italia        | Alberta Brianti    | 73       | 8              |

- Ranking al 17 ottobre 2011.

### Altre partecipanti
Giocatrici che hanno ricevuto una wild card:
- Julie Coin
- Victoria Larrière
- Irena Pavlović
- Irina Ramialison

Giocatrici che sono passate dalle qualificazioni:
- Nastassja Burnett
- Mădălina Gojnea
- Anne Kremer
- Patrycja Sanduska
- Magda Linette (lucky loser)

## Campionesse

### Singolare
Kimiko Date Krumm ha battuto in finale  Elena Baltacha con il punteggio di 7–6(3), 6–4

### Doppio
Alizé Cornet /  Virginie Razzano hanno battuto in finale  Marija Kondrat'eva /  Sophie Lefèvre con il punteggio di 6–3, 6–2